# Gabriel von Komana

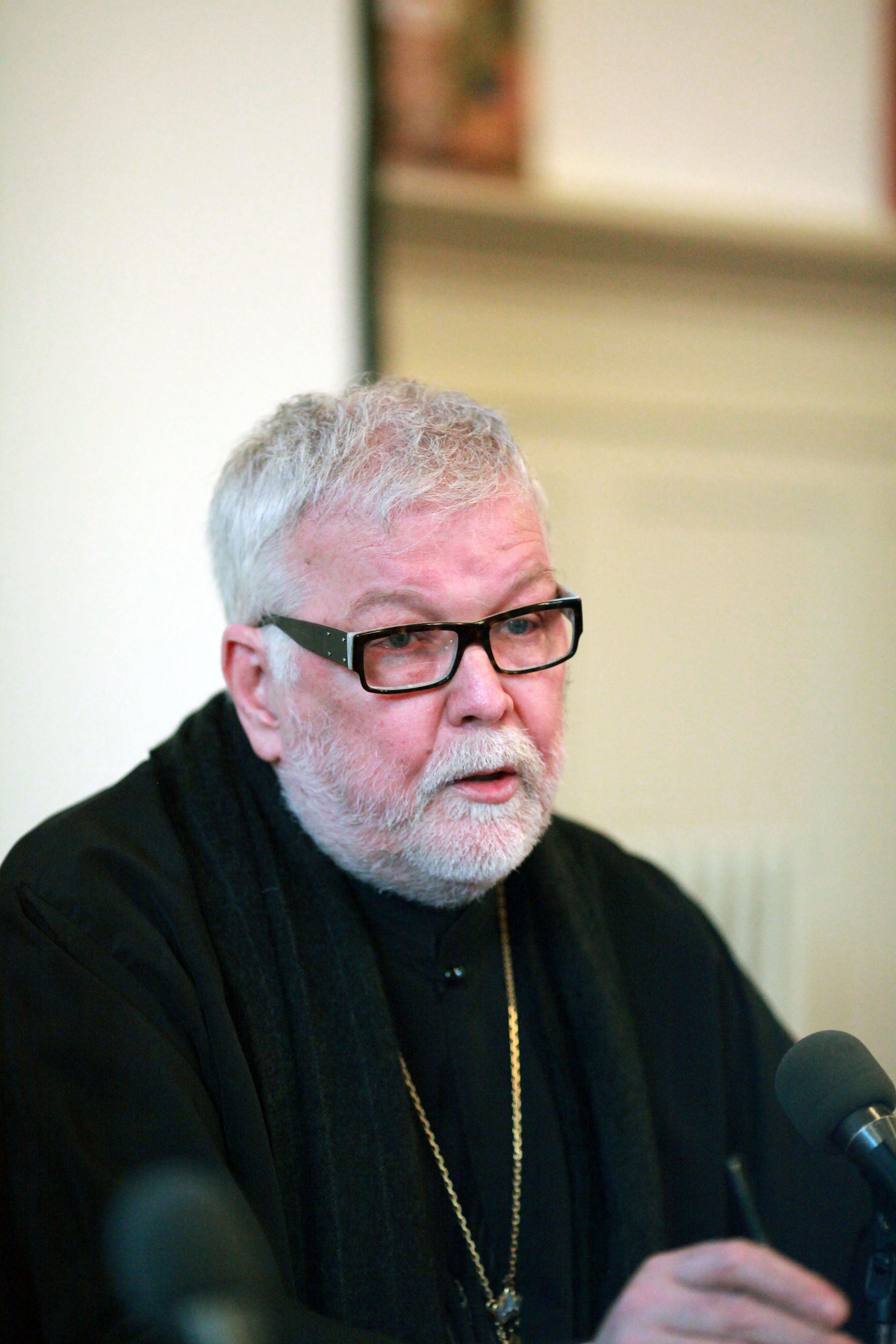

Gabriel von Komana (bürgerlich Guido de Vijlder; * 13. Juni 1946 in Lokeren, Belgien; † 26. Oktober 2013 in Maastricht, Niederlande) war Erzbischof des Exarchats der orthodoxen Gemeinden russischer Tradition in Westeuropa des Ökumenischen Patriarchats von Konstantinopel.

## Leben
Nach seiner Konversion vom katholischen Glauben 1974 wurde er am 5. Oktober 1975 von Erzbischof Georges Tarassoff in der Alexander-Newski-Kathedrale in Paris zum Diakon und am 27. Juni 1976 zum Priester geweiht. Ab 1977 diente er in der Pfarrei des Heiligen Johannes Chrysostomos in Maastricht. Erzpriester wurde er am 9. März 1985. Am 12. Dezember 1992 wurde er durch Erzbischof Georges Wagner zum Rektor der Pfarrei des Heiligen Alexander Newski in Lüttich ernannt. Nachdem er am 11. Mai 1994 sein Ordensgelübde abgelegt und den Ordensnamen Gabriel angenommen hatte, wurde er am 10. Dezember 1995 zum Abt und am 20. Dezember 1998 zum Archimandriten bestellt. Im Januar 2001 wurde er vom Heiligen Synod zum Weihbischof gewählt mit dem Titel eines Erzbischofs von Komana. Seine Weihe zum Bischof fand am 24. Juni 2001 statt. Nach dem Tod von Serge Konovalov wurde Gabriel am 1. Mai 2003 mit der Leitung der Erzdiözese beauftragt. Nach seiner Erhöhung in den Rang eines Erzbischofs zwei Tage später fand in der Kathedrale von St. Alexander Newski in Paris am 1. Juni 2004 seine Inthronisation statt. Im Januar 2013 legte er sein Amt aus Gesundheitsgründen nieder.
Erzbischof Gabriel war Mitglied der Versammlung der orthodoxen Bischöfe Frankreichs und Deutschlands und Rektor des Theologischen Instituts St. Sergius in Paris.